# Walther von der Vogelweide
Walther von der Vogelweide fou un dels Minnesänger (trobadors en llengua alemanya) més famosos i se'l considera el poeta alemany més important de l'edat mitjana. Va néixer al voltant de 1170, possiblement en l'actual Baixa Àustria, i morí probablement a Würzburg, al voltant del 1228.
Malgrat la seva fama, el nom de Walther no es troba en documents contemporanis, a excepció d'una sola menció en els relats de viatges del bisbe Wolfer d'Erla de la diòcesi de Passau, que el 12 de novembre de 1203 anota: "Per Walther, el cantor de Vogelweide, cinc xílings per una pellissa". La major font d'informació sobre ell són els seus propis poemes i referències ocasionals que en fan altres trobadors, per exemple en el lament sobre la mort dels grans cantants del passat (Wol mich des tages).
Del títol que li donen llurs contemporanis (her, això és, Herr, 'senyor') resulta clar que era d'origen noble; però de la mateixa manera, el seu nom Vogelweide ('prat d'ocells', en llatí aviarium, 'lloc on es capturaven els ocells'), evidencia que no pertanyia a la més alta noblesa, que rebia el nom de castells o viles, sinó que pertanyia a la noblesa de servei (Dienstadel), humils vassalls de grans senyors, que per la seva riquesa i posició no estaven gaire allunyats dels camperols lliures.
Per aquesta raó, s'ha d'assumir que el poeta rebé aquest nom sempre en l'àmbit local, car no pot usar-se a gran escala per l'ambigüitat d'aquesta designació (altres persones de l'alta noblesa i poetes que solien viatjar amb els seus amos usaven el nom inequívoc del seu senyor o del seu lloc d'origen). Per tant, el nom només resultava significatiu en el cercle més proper, en què només hi hagués un Vogelweide. De la mateixa manera, pogué entendre's com un sobrenom metafòric del cantant. Ara bé, els noms artístics eren normals en poetes dels segles xii i xiii, mentre que els cantants (Minnesänger), en principi, eren coneguts pel nom de la seva família noble amb què signaven documents. Per aquestes raons, diversos llocs pretenen ser la terra natal del cantant: Frankfurt del Main, Feuchtwangen, Würzburg, Dux (Bohèmia) i Bolzano-Bozen a Itàlia (Tirol del Sud).
El 1974 Helmut Hörner localitzà una granja mencionada el 1556 com "Vogelweihof" en l'urbarium del domini Rappottenstein, en aquell temps pertanyent a l'Amt Traunstein, avui dintre del municipi de Schönbach (en el Waldviertel de la Baixa Àustria), l'existència del qual es mencionava, sense més comentaris, ja el 1911 per Alois Plesser, que desconeixia la seva exacta ubicació. Hörner provà que la granja Weid és en realitat la comentada Vogelweidhof i donà arguments per considerar que Walther nasqué a Waldviertel. Publica les seves troballes el 1974 en el seu llibre 800 anys de Traunstein. Entre altres extrems, destaca que el mateix Walther diu: "A Àustria --en aquella època només la Baixa Àustria i Viena--, vaig aprendre a cantar i parlar". Una tradició sosté que Walther, un dels 10 antics mestres fou un Landherr ('propietari de terra') de Bohèmia, cosa que no contradiu el seu origen en el Waldviertel, perquè en l'època medieval, el Waldviertel es descriu de tant en tant com versus Boemiam. Aquesta teoria rebé un fort suport el 1977 i 1987 per part de Bernd Thum (Universitat de Karlsruhe, Alemanya), que creu molt possible un origen en el Waldviertel. Thum començà analitzant el contingut de l'obra de Walther, especialment la seva crida a la croada, també coneguda com a "elogi dels temps antics" i concloïa que el lloc de naixement de Walther restava apartat de totes les rutes comercials del seu temps i en una regió en què la terra encara estava aclarida en aquesta època, car el cantant es lamenta que ja no reconeix la terra ni la gent. Això només es pot aplicar al Waldviertel.

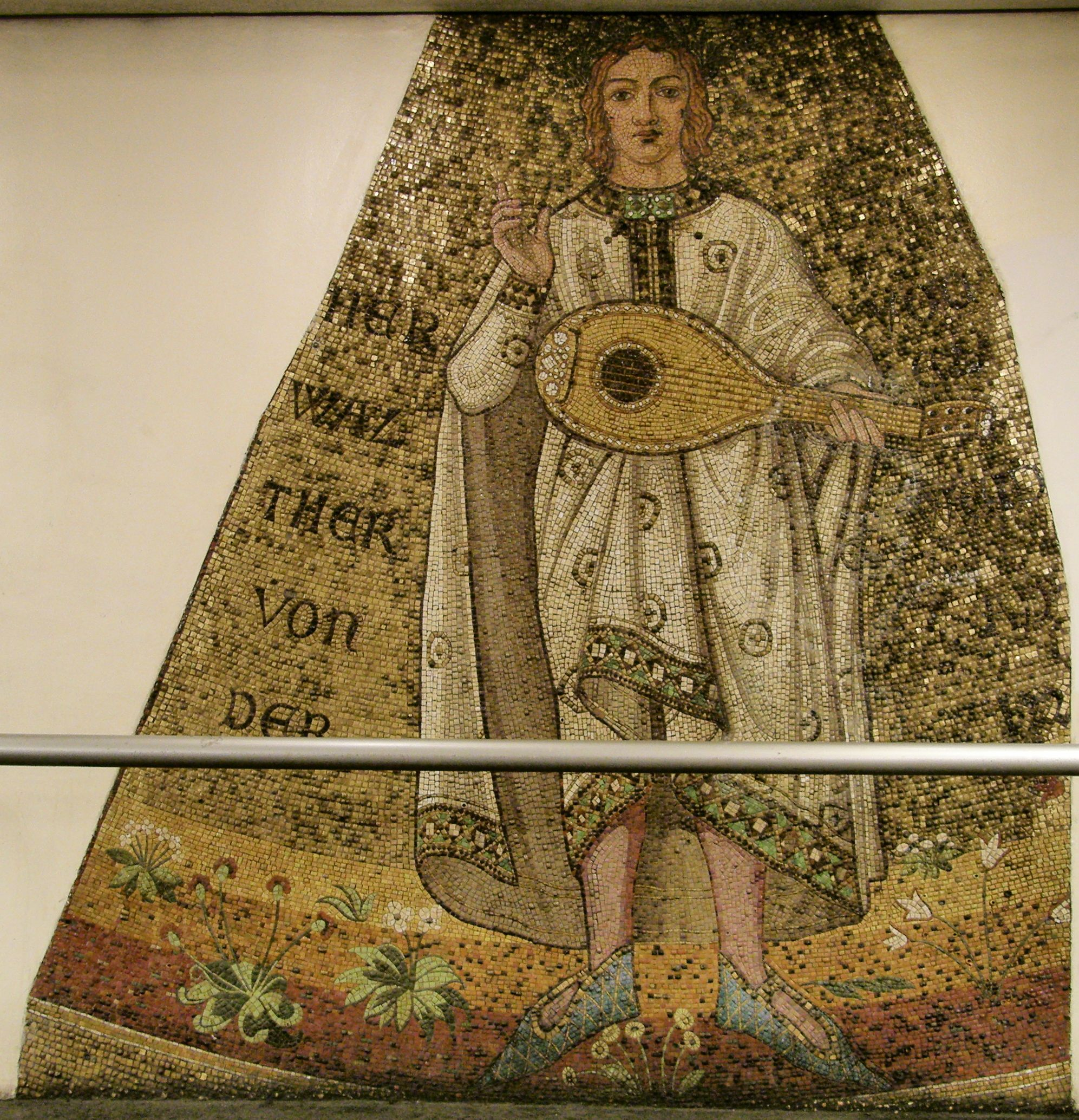
Mosaic representant el trobador a Berlín

El 1987, Walter Klomfar i la bibliotecària Charlotte Ziegler conclourien que Walther podia haver nascut en el Waldviertel. El punt de sortida també va ser l'estudi per part de Klomfar de les mateixes línies de Walther abans mencionades, de les quals cap investigador ha dubtat, però que literalment no diuen res del lloc de naixement. Klomfar té en compte un mapa històric traçat pels monjos del monestir de Zwettl en el segle xvii amb ocasió d'un litigi. Aquest mapa conté un poble anomenat Walthers i un camp marcat com "Vogelwaidt" i una casa de la vila. El poble restà desert, però un pou marcat en el mapa hauria pogut ser excavat i reconstruït per provar l'exactitud del mapa. Klomfar també va poder identificar part dels propietaris de la regió i en trobà un amb el nom de Walther, nom per altra banda gens infreqüent. Segons la teoria de Klomfar, publicada el 2005, la vila fou creada el 1175 per un noble de Kleinst anomenat Walter. En aquest temps, aquest noble vassall hauria netejat, per ordre del seu burgrave, la terra fronterera fins al bosc de Bohèmia, i poblat aquesta terra. Com era propi de l'època, el seu fill s'hauria educat en el proper convent de Zwetl, on hauria après llatí sota el sever esguard dels monjos cistercencs i hauria cantat en el cor de l'església.
En canvi, Franz Pfeiffer assumeix que el poeta nasqué en el Wipptal, al sud del Tirol, no gaire lluny de la petita ciutat de Vipiteno (en alemany, Sterzing), on existeix un bosc anomenat Vorder i Hintervogelweide. Aquest origen estaria en contradicció amb el fet que Walther no pogué visitar la seva terra nadiua durant molts anys. En aquella època, el Tirol era la llar de molts trobadors coneguts.
La cort de Viena en aquell temps estava regida pel duc Frederic II de la casa de Babenberg, i s'havia convertit en un centre d'art i poesia. Aquí fou on el jove poeta aprengué el seu art sota el conegut mestre Reinmar el Vell, la mort del qual lamentà més tard en dues de les seves més formoses cançons; i en el generós duc hi trobà el seu primer mecenes. Aquest període feliç de la seva vida, durant el qual produí les més encantadores i espontànies cançons d'amor, acabà el 1198, amb la mort del duc. D'ací endavant, Walther fou un rodamón que anava d'una cort a una altra, cantant a canvi de menjar i allotjament, i sempre esperant trobar algun amo que el salvés de la seva "vida de joglar" (gougel-fuore) i de la vergonya d'estar sempre de convidat. No era gaire calculador quant a l'obtenció d'un èxit material. Vituperava la gent i els seus costums; i, fins i tot, quan aquestes crítiques no afectaven els senyors principescos, els seus subordinats sovint prenien mesures per desfer-se d'un censor tan incòmode.
Així, es veié obligat a abandonar la cort del generós duc Bernhard de Carinthia (1202-1256); després d'experimentar la tumultuosa casa del landgrave de Turíngia, Hermann de Turíngia, famós mecenes, adverteix a aquells que tinguin oïda sensible, que es mantinguin lluny d'allí; i després de tres anys en la cort de Dietrich I de Meissen (que regnà entre 1195 i 1221), es queixa que pels seus serveis no rebé ni diners ni lloances. Walther fou, en realitat, un home d'opinions bastant fortes; i és això el que li proporcionà la seva principal significació en la història, com es veu pel seu lloc en la literatura. Des del moment en què la mort de l'emperador Enric VI (1197) obrí la lluita entre l'imperi i el papat italià, Walther es llençà ardentment a la lluita, en pro de la independència i unitat alemanyes. Malgrat que els seus poemes religiosos proven suficientment la sinceritat del seu catolicisme, romangué fins a la fi dels seus dies oposant-se a les extremes reclamacions dels papes, als quals atacava amb amargura que tan sols pot ser justificada per la força dels seus sentiments patriòtics: "Corona en Felip amb la corona de l'emperador, i no els permetis que pertorbin més la teva pau".
Estava present en la coronació, el 8 de setembre, de Felip de Suàbia a Mainz, i el recolzà fins que la seva victòria fou segura. D'aquesta època, són les poesies imperials que descriuen la terrible època posterior a la mort de l'emperador Enric IV, així com el desig de veure Felip com un nou rei, i els retrets contra el papat aparegueren sobre el 1198 i un tercer el 1201. Després de l'assassinat de Felip el 1209, "digué i cantà" en suport d'Otó de Brunswick contra el candidat papal Frederic Hohenstaufen, que fou nomenat el 9 de desembre de 1212; i sols quan la utilitat d'Otó per Alemanya restà eliminada per la Batalla de Bouvines (1212), es tornà envers l'ascendent Frederic II, ara l'únic representant de la majestat alemanya enfront del papa i els prínceps. La inestabilitat de la monarquia obligava a canvis de bandes que els poetes com Walther no podien seguir, a causa del fet que els monarques serien llurs principals valedors i depenien d'ells financerament.
Al final el seu geni i el zel per l'imperi foren reconeguts pel nou emperador. D'un dels seus poemes se'n conclou que l'emperador Frederic II li donà un petit feu a Francònia al voltant de 1220 i, malgrat lamentar-se del seu escàs valor, li donà la llar i la posició social que havia desitjat des de feia temps. Walther no concretava on era aquest feu, però se suposa que a Würzburg, perquè el wurzburgués Michael de Leone conta al voltant de 1350 que la tomba de Walther està en l'església de Neumünster a Würzburg. Que Frederic l'afavorís conferint-li la tutoria del seu fill Enric, rei de romans, és més que dubtós. El fet, en si poc probable, es basa només en l'evidència d'un únic poema, que també es pot interpretar d'una altra manera. L'inquiet esperit de Walther no el deixà romandre gaire temps en la seva nova propietat.
El 1217 anà una vegada més a Viena, i de nou el 1219 després del retorn del duc Leopold VI el Gloriós de la croada. Vers 1224 sembla haver-se establert en el seu feu prop de Würzburg. Fou actiu a urgir els prínceps alemanys perquè participessin en la croada de 1228, i potser va acompanyar l'exèrcit croat almenys fins al Tirol. En un bell i patètic poema, retrata el canvi que notà en les escenes de la seva infantesa i que el feien pensar en la seva vida com un mer somni. Morí al voltant del 1230, i fou enterrat a Würzburg, deixant instruccions perquè els ocells s'alimentessin en la seva tomba diàriament.

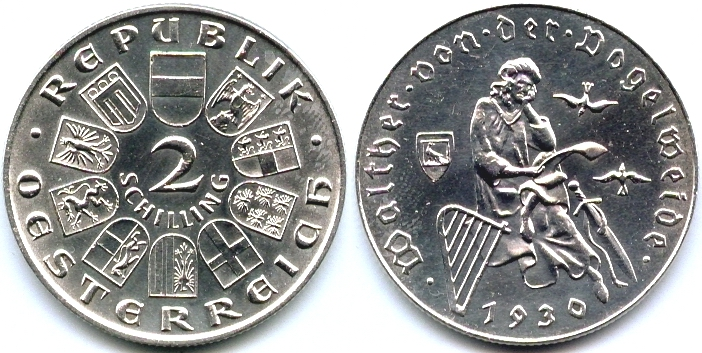
Xílings encunyats el 1930 amb la representació de Walther von der Vogelweide

Sobre el lloc en què estava la seva tomba i la inscripció en llatí que hi havia, només es té informació pel protonotari de Würzburg, Michael de Leone, mort el 1355, al qual s'atribueix la compilació de cançons del manuscrit E: Pascua, qui volucrum. Vivus. Walthere. Fuisti / Qui flos eloquij. Qui palladis os. Obiisti. / Ergo quod aureolum probitas tua possit habere. / Qui legit. Hic. Dicat. Deus iustus miserere.
La tomba de pedra originària amb la inscripció en llatí ha desaparegut, però el 1843 s'erigí un nou monument en el lloc, anomenat Lusamgärtchen ('jardí Lusam'), avui arraconat entre les dues principals esglésies de la ciutat. També hi ha una bella estàtua del poeta a Bolzano, inaugurada el 1877.
Les seves poesies polítiques són històricament interessants, però el seu mèrit s'ha exagerat per molts crítics literaris alemanys dels segles XIX i XX, que veieren en aquestes obres les seves pròpies aspiracions imperials i prejudicis anti-papals reflectits en aquest poeta patriòtic de l'edat mitjana.
De major vàlua són les seves poesies líriques, que en la seva major part es refereixen a l'amor, cosa que portà els seus coetanis a saludar-lo com el seu mestre en el cant (unsers sanges meister). Tanmateix, és desigual. En la seva pitjor poesia, no s'alça per sobre dels rutinaris convencionalismes de la seva escola. En les millors obres mostra una espontaneïtat, encant i facilitat que els seus rivals cercaren en va d'imitar. Les seves primeres poesies resten plenes del goig per la vida, d'un sentiment per la natura i la glòria de l'amor. Molt agosarat, fins i tot rescatà l'amor de la convenció que havia fet d'ell una prerrogativa de la classe noble. Compara la dona (wip) amb la senyora (frouwe), considerant més la primera enfront de la segona. I posa la més bella de les seves poesies, que és Unter der Linden (Sota els til·lers), en boca d'una simple jove. Aquest poema relata l'amor entre un cavaller i una jove camperola en la natura, marcant la ruptura amb l'ideal del cavaller i la dama menyspreadora amb amor no consumat.
Amb el temps va guanyant terreny una certa seriositat que ja es copsava en les primeres obres. Els poemes religiosos i didàctics sovintegen més; i els seus versos en lloança de l'amor es tornen a vegades una protesta contra els laxes estàndards d'una època desmoralitzada per les pertorbacions polítiques. Predica la croada, però ensems suggereix la virtut de la tolerància, assenyalant que en la lloança vers Déu, "cristians, jueus i pagans tots resten conformes".
Fulminà el "fals amor"; però es mofa d'aquells que mantenen que "l'amor és pecat". En una època d'ideals monàstics i relaxada moralitat, no hi havia cap lloc comú en els simples versos en què resum el seu principi inspirador de la cavalleria: "Swer guotes wibes liebe hat Der Schant sich ieder missetat".
Considerada en tot el seu conjunt, la producció poètica de Walther ofereix la imatge no solament d'un gran geni artístic, sinó d'un personatge lluitador, apassionat, molt humà i amable.

## Vogelweide en el Romanticisme
El compositor txec Anton Rückauf va musicar una col·lecció titulada Cinc cançons sobre els Minnelieder de Vogelwiede.